# Грушанка малая
Груша́нка ма́лая (лат. Pyrola minor) — вид многолетних цветковых растений рода Грушанка (Pyrola) семейства Вересковые (Ericaceae).

## Ботаническое описание

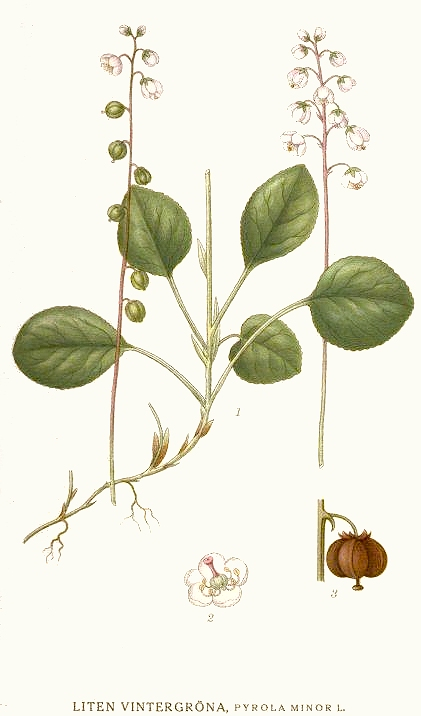

Многолетнее растение с длинным, ветвистым в узлах корневищем, усеянным многочисленными придаточными корнями, и с тонко-ребристым стеблем высотой 12—30 см, иногда несколько скрученным.
Листья собраны при основании стеблей, яйцевидные, широкоэллиптические, реже округлые или округло-овальные, по краю едва заметно тупо-городчато-пильчатые, жестковатые; пластинка листа длиной 2,5—6 см, шириной 1—5 см, немного длиннее или почти равна черешку, иногда короче его. Выше на стебле имеются 1—2 узких, линейных, заострённых, чешуевидных, буроватых листка.
Цветки поникающие, собраны по 7—20 в довольно густую кисть длиной 2—8,5 см. Чашечка с широкотреугольными или широкояйцевидными, заострёнными или туповатыми долями. Венчик белый или розоватый, шаровидный, почти замкнутый, диаметром 6—7 мм, расправленный — не более 13 мм. Лепестки вогнутые, длиной около 5 мм, шириной 3—3,5 мм. Столбик прямостоячий, длиной 1—2 мм, окружён тычинками; рыльце широкое, диаметром 1,5—2 мм, пятилопастное.
Плод — коробочка длиной 3—5,5 мм и шириной 3,5—7 мм.

## Распространение и экология
В природе ареал вида охватывает арктические и умеренные районы Евразии и Северной Америки.
Произрастает в тенистых лесах разного состава, чаще в темнохвойных и хвойно-мелколиственных, на почвах от среднесухих до влажных, предпочитает кислые почвы.

## Значение и применение
Никакими видами сельскохозяйственных животных не поедается. На Камчатке отмечено поедание северным оленем (Rangifer tarandus).

## Классификация

### Таксономия
Pyrola minor L., 1753, Sp. Pl. : 396
Вид Грушанка малая относится к роду Грушанка (Pyrola) подсемейства Pyroloidaea семейства Вересковые (Ericaceae) порядка Верескоцветные (Ericales). Таксономическая схема в соответствии с Системой APG IV по состоянию на декабрь 2023 года:
|  |                                      |  |                                   |                                   |                      |  | ещё 21 семейство | ещё 21 семейство  |                          |  |  |  | еще 3 рода                                                         | еще 3 рода         |  |  |
|  |                                      |  |                                   |                                   |                      |  | ещё 21 семейство | ещё 21 семейство  |                          |  |  |  | еще 3 рода                                                         | еще 3 рода         |  |  |
|  |                                      |  |                                   | порядок Верескоцветные            |                      |  |                  |                   | подсемейство Pyroloidaea |  |  |  |                                                                    | вид Грушанка малая |  |  |
|  |                                      |  |                                   | порядок Верескоцветные            |                      |  |                  |                   | подсемейство Pyroloidaea |  |  |  |                                                                    | вид Грушанка малая |  |  |
|  | отдел Цветковые, или Покрытосеменные |  |                                   |                                   | семейство Вересковые |  |                  |                   | род Грушанка             |  |  |  |                                                                    |                    |  |  |
|  | отдел Цветковые, или Покрытосеменные |  |                                   |                                   |                      |  |                  |                   |                          |  |  |  |                                                                    |                    |  |  |
|  |                                      |  | ещё 63 порядка цветковых растений | ещё 63 порядка цветковых растений |                      |  |                  | еще 8 подсемейств | еще 8 подсемейств        |  |  |  | еще 42 подтвержденных вида и 13 видов в статусе "неподтвержденных" |                    |  |  |
|  |                                      |  |                                   | ещё 63 порядка цветковых растений |                      |  |                  |                   | еще 8 подсемейств        |  |  |  |                                                                    |                    |  |  |

### Синонимы
- Amelia minor (L.) Alef.
- Braxilia minor (L.) House
- Braxilia parvifolia Raf.
- Braxilia squamata Raf.
- Erxlebenia minor (L.) Rydb.
- Erxlebenia rosea Opiz
- Pyrola conferta Fisch. ex Ledeb.
- Pyrola intermedia Schleich. ex Arcang.
- Pyrola minor var. conferta Cham. & Schltdl.
- Pyrola montana Bubani
- Pyrola rosea Sm.